# Crvenkapica
Crvenkapica je poznata bajka za mlađu djecu. To je priča o maloj djevojčici i vuku. Bajka dolazi iz folklora i tada je bila ispričana na usmeni način, a puno kasnije priča je bila napisana, a napisana je kasnih 1600-tih godina. Najpoznatiju verziju napisala su braća Grimm u 19. stoljeću.

## Priča
Braća Grimm su u 19. stoljeću napisali najpoznatiju inačicu bajke.
Slušali su tradicionalne priče za starije ljude i napisali su ih u knjizi. Mnoge "bajke", kako su se obično zvale, nalaze se u knjizi braće Grimm. Na engleskom jeziku priča je nazvana "Little Red Cap", a danas je poznata pod nazivom "Little Red Riding Hood".
Bila jednom jedna djevojčica koja je nosila crvenu kapu. Njezina majka poslala ju je posjetiti bolesnu baku. Majka joj je rekla da se na putu ne smije zaustavljati. Vuk je vidio djevojčicu na putu u šumi i napravio plan kako da je pojede. Pristojno je pitao djevojčicu kamo ide, a lakovjerna djevojčica prijateljski mu je odgovorila. Djevojčici je vuk predložio da ubere cvijeće za svoju baku. Dok je brala cvijeće, vuk je požurio do bakine kuće, a kad je u nju ušao, pojeo je baku. Na svoju glavu stavio je bakinu noćnu kapu i legao u krevet. Kad je djevojčica ušla u bakinu kuću, vuk ju je također pojeo. Kad je drvosječa stigao, prerezao je vuku trbuh. Djevojčica i njezina baka bile su spašene. Potom je drvosječa stavio kamenje u tijelo vuka kako bi ga ubio.

## Zanimljivosti
- Dubravko Mataković nacrtao je strip "Crvenkapica" objavljen u vinkovačkom Omladinskom listu 1982.[2][3]